# ヨーク公
ヨーク公（ヨークこう、Duke of York）は、イギリスの王族が有する公爵位。ヨーク公であったエドワード4世が国王に即位してヨーク朝を興して以後は、王太子が存命中に限り、国王または女王の存命する2番目の男子に与えられている。称号の由来するヨークは、イングランド北部の中心的な都市である。
1384年に創設。2023年現在のヨーク公は、女王エリザベス2世の次男アンドルー王子。現在の従属爵位は、インヴァネス伯爵とキラニー男爵である。

## 歴史
第1期4代目のエドワード・プランタジネットがエドワード4世として即位して以来、ヨーク公の血縁による世襲は行われていない。これについては、エドワード4世より後のヨーク公は、男子を設けたものの子息に爵位を継がせる前に王位に就いているか、男子を残さずに薨去し家系が断絶しているからである。
ヨーク・オールバニ公フレデリックの死後ヨーク公位が暫く創設されず、その間即位していたヴィクトリア女王の次男アルフレッドはエジンバラ公を叙爵されたためヨーク公を継がなかった（なお、アルフレッドの唯一の男子ケント伯は父より先に死去しており、この男系も潰えた）。
エドワード7世の次男ジョージ は、結婚前に兄クラレンス公が未婚のまま亡くなったため、王太子となり、やがてヨーク公位は王冠に統合された。ジョージ5世の次男アルバートはここ300年で唯一親と同じ爵位を授かったヨーク公であるが、これは父の爵位を世襲したのではなく、父の即位後に改めて新規に叙爵されたものである。
当代のヨーク公であるアンドルーにも男子はおらず、また離婚後、2023年現在再婚していないので、このヨーク公位も当代で断絶する可能性が高い。

## ヨーク公一覧

### ヨーク公 第1期（1384年）
- エドマンド・オブ・ラングリー (初代ヨーク公) （1341年 - 1402年）
- エドワード・オブ・ノリッジ (第2代ヨーク公) （1373年頃 - 1415年）
- リチャード・プランタジネット (第3代ヨーク公) （1411年 - 1460年）
- エドワード・プランタジネット (第4代ヨーク公) （1442年 - 1483年）　1461年に即位してエドワード4世

### ヨーク公 第2期（1474年）
- リチャード・オブ・シュルーズベリー (初代ヨーク公) （1473年 - 1483年）

### ヨーク公 第3期（1494年）
- ヘンリー・テューダー (初代ヨーク公) （1491年 - 1547年）　1509年に即位してヘンリー8世

### ヨーク公 第4期（1605年）
- チャールズ・ステュアート (初代ヨーク公) （1600年 - 1649年）　1625年に即位してチャールズ1世

### ヨーク公 第5期（1644年）
- ジェームズ・ステュアート (初代ヨーク公) （1633年 - 1701年）　出生時からヨーク公、1685年に即位してジェームズ2世

### ヨーク・オールバニ公 第1期（1716年）
- アーネスト・オーガスタス (初代ヨーク・オールバニ公) （1674年 - 1728年）

### ヨーク・オールバニ公 第2期（1760年）
- エドワード・オーガスタス (初代ヨーク・オールバニ公) （1739年 - 1767年）

### ヨーク・オールバニ公 第3期（1784年）
- フレデリック (初代ヨーク・オールバニ公) （1763年 - 1827年）

### ヨーク公 第6期（1892年）
- ジョージ (初代ヨーク公) （1865年 - 1936年）　1910年に即位してジョージ5世

### ヨーク公 第7期（1920年）
- アルバート (初代ヨーク公) （1895年 - 1952年）　1936年に即位してジョージ6世

### ヨーク公 第8期（1986年）
- アンドルー (初代ヨーク公) （1960年 - ）